# Picard (Québec)
Pour les articles homonymes, voir Picard (homonymie).
Pour les articles ayant des titres homophones, voir Picart, Piccard, Picquart et Pycard.
Picard est un territoire non organisé situé dans la municipalité régionale de comté de Kamouraska, dans la région administrative du Bas-Saint-Laurent, au Québec.

## Géographie
À partir du lac Saint-Pierre, dans le centre-ouest de la partie sud, La rivière du Loup coule vers l'ouest.
À partir de son crénon, dans le centre-ouest, La rivière Manie coule vers le nord-est.
À partir de son crénon, dans le sud-ouest, le ruisseau Pockwock Branche Ouest coule vers le sud-est.
À partir de son crénon, dans le sud-est, le ruisseau à l'Eau Claire coule vers le sud-est.
La rivière aux Loutres traverse l'ouest de la partie nord vers le nord. 
La rivière Rocheuse en traverse le centre-ouest vers le nord jusqu'à son embouchure dans le lac Morin.  
À partir de son crénon, dans le centre-est, la rivière Carrier coule vers le nord.
À partir de son crénon, dans le sud-est, la rivière Verte en traverse l'est vers le nord.

### Municipalités limitrophes
Picard est constitué de deux territoires non limitrophes.
Partie sud:
Partie nord:

## Démographie
| 2001 | 2006 | 2011 | 2016 | 2021 |
| ---- | ---- | ---- | ---- | ---- |
| 10   | 0    | 5    | 10   | 5    |